# Panorama Therme Beuren

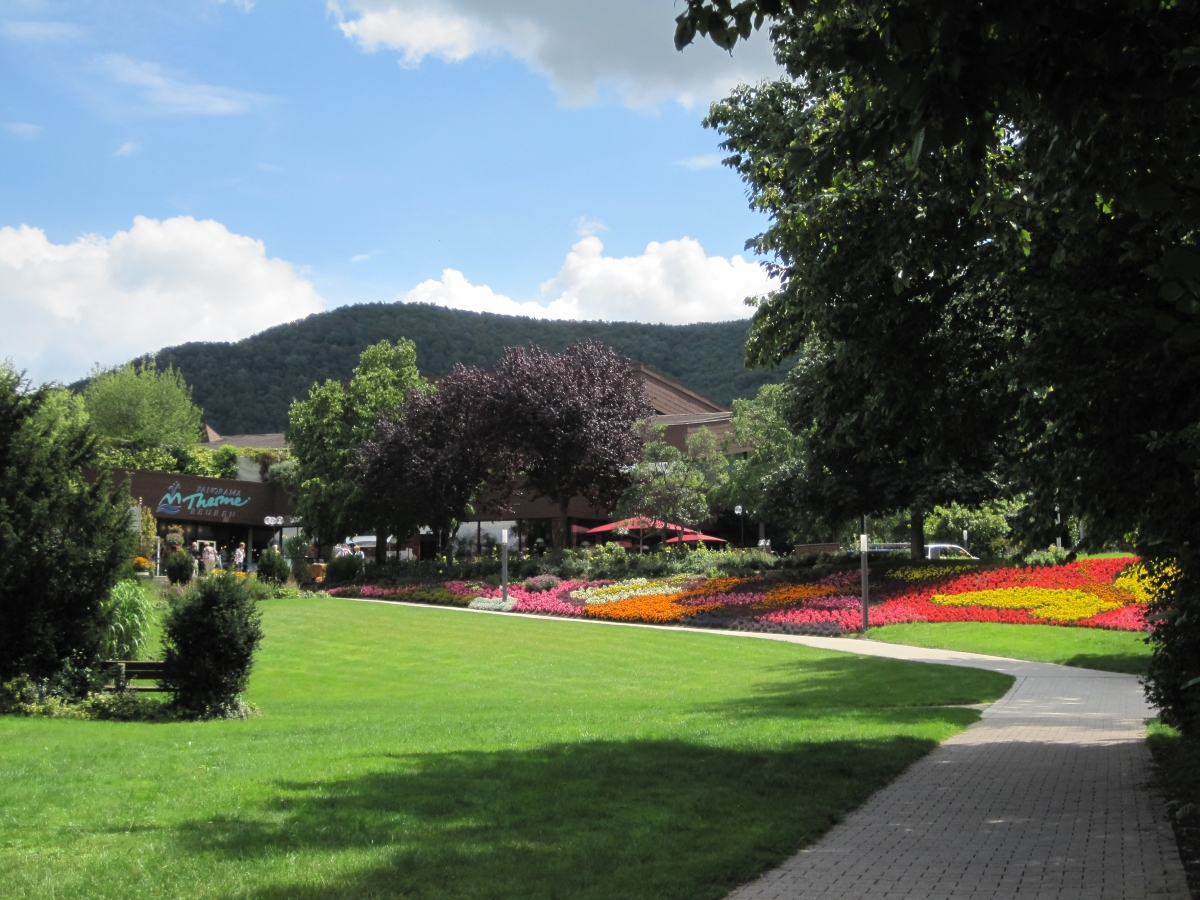
Eingangsbereich zur Therme

Die Panorama Therme Beuren ist ein Thermalbad im staatlich anerkannten Kurort Beuren. Mit mehr als 500.000 Besuchern jährlich hat sich die Panorama Therme zu einem der führenden Heilbäder in Baden-Württemberg entwickelt.

## Geschichte
Im Jahr 1970 entschloss sich der Gemeinderat von Beuren auf Anraten des damaligen Landrats Ernst Schaude, nach Thermalwasser zu bohren. Eine Bohrgesellschaft in Form einer Kommanditgesellschaft wurde gegründet. Anteile zu je 1.000 DM konnten gezeichnet werden, 740.000 DM kamen so zusammen.
Am 2. Oktober 1970 begann die Bohrung, am 19. November 1970 stieß man in 381 Meter Tiefe auf 38,5 °C warmes Thermal-Mineralwasser. Man bohrte weiter und wurde in 755 Metern Tiefe erneut fündig. 48,3 °C war das dort gefundene Wasser warm. Schnell war klar, dass das Wasser für ein Herz-Kreislauf-Bad geeignet war. Kurzfristig wurde neben der bestehenden Kleinschwimmhalle ein provisorisches Thermalwasser-Freibadebecken gebaut. Man wollte damit das neu erschlossene Wasser bekannt machen. Zwischen Oktober 1972 und Ende 1976 besuchten 842.000 Badegäste dieses Außenbecken.
Am 3. April 1973 übernahm die Gemeinde Beuren alle Anteile an der Kommanditgesellschaft, um eine kommunale Lösung beim Bau des Thermalbades zu ermöglichen. Im Januar 1975 begann man mit dem Bau, der am 17. Januar 1977 eingeweiht werden konnte. 17 Millionen DM waren an Baukosten entstanden, die Gemeinde musste sich hoch verschulden.
Seit Januar 2017 ist die Panorama Therme außerdem eine von 26 Infostellen des UNESCO Geoparks Schwäbische Alb.
Besucherzahl pro Jahr: ca. 600.000

## Bauliche Erweiterungen
Im Frühjahr 1980 konnte in einem Erweiterungsbau die Kurmittelabteilung mit allen therapeutischen Einrichtungen eingeweiht werden. Diese Abteilung war Voraussetzung für die Anerkennung des zweithöchsten Heilbad-Prädikats Ort mit Heilquellen-Kurbetrieb. Die Kurmittelabteilung wird von einer Praxis für Krankengymnastik, Physiotherapie, Massage, Medizinische Bäder und Osteopathie betrieben.
1989 wurde ein weiteres Außenbecken und ein Kaltwasser-Kneippbereich gebaut. 1993 entstand ein Thermengarten (Wintergarten) mit zwei Dampfbädern und im Obergeschoss wurde eine Sauna-Dachlandschaft mit vier Saunakabinen, Ruhe- und Aufenthaltsräumen und einem Bistro gebaut. 1999 wurde abermals erweitert. Zwei neue Außenbecken und eine Höhlen- und Grottenlandschaft mit Dampfbad, einem Salz- und Wärmestollen und einer Duscherlebnisgrotte wurden gebaut, und weitere Ruhe- und Aufenthaltsbereiche.
Die Gemeinde Beuren führt das Bad als Eigenbetrieb ohne Zuschüsse aus dem Gemeindehaushalt. Seit Jahren wird in bauliche Erweiterungen sowie in die regelmäßige Erneuerung der technischen Anlagen investiert. Auch die Badeanlagen wurden in den vergangenen Jahren komplett saniert und technisch den heutigen Erfordernissen angepasst.